# Vejen (dokumentarfilm)
|  | Denne artikel er oprettet af botten Steenthbot ud fra en ekstern database. Den kan derfor have sproglige fejl eller mangler. Denne skabelon kan fjernes efter kontrol af indholdet. |

 For alternative betydninger, se Vejen (flertydig). (Se også artikler, som begynder med Vejen)
Vejen er en dansk dokumentarfilm fra 1969 instrueret af Elsebet Kjølbye efter eget manuskript.

## Handling
Skildring af den buddhistiske munk U. Zargara og hans discipel, Maung Te Wins daglige gøremål. Efter at Muang Te Win under en ceremoni, der symboliserer Buddhas liv, er blevet indviet til munk, mediterer han sammen med sin lærer, en gammel og enkel form for meditation; at koncentrere sig om fingrenes berøring med hver perle i rosenkransen.